# Melhania randii
Melhania randii är en malvaväxtart som beskrevs av Baker f.. Melhania randii ingår i släktet Melhania och familjen malvaväxter. Inga underarter finns listade i Catalogue of Life.